# ジョセフ・エドマンドソン

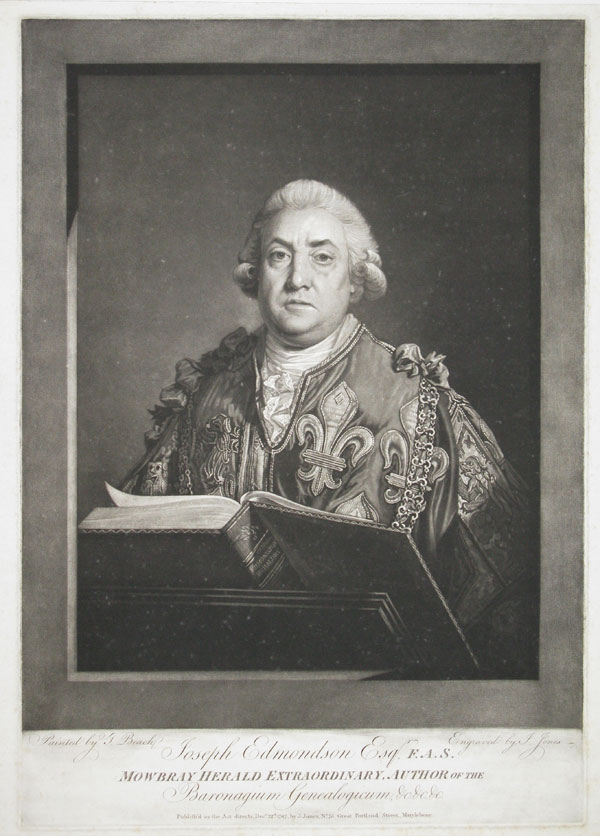
トマス・ビーチの絵画に基づく、ジョン・ジョーンズのメゾチント、1787年。

ジョセフ・エドマンドソン（英語: Joseph Edmondson、1732年2月6日洗礼 – 1786年2月17日）は、紋章院の紋章官（モウブレー・ヘラルド・オブ・アームズ・エクストラオーディナリー、1764年就任）。馬車塗装工としての仕事から紋章学と系譜学に興味を持ち、1764年に出版した貴族家系図を皮切りに紋章学と系譜学の作品を多く著した。最も有名な作品は紋章5万点を包括的に記述した1780年の『紋章学全書』（A Complete Body of Heraldry）である。

## 生涯

ジョセフ・エドマンドソンの紋章

ベンジャミン・エドマンドソン（Benjamin Edmondson、おそらく1771年までに没?）と妻エリザベス（Elizabeth、1771年没）の長男として生まれ、1732年2月6日にホルボーンのセント・アンドルー協会で洗礼を受けた。最初は床屋の見習いとして働いたが、後に馬車塗装工になり、馬車に紋章を描く仕事をするうちに紋章学と系譜学を勉強するようになった。1763年にはシャーロット王妃の馬車塗装工に任命された。
1759年から1764年ごろにBaronagium genealogicumという貴族家系図の手稿（17世紀のガーター・プリンシパル・キング・オブ・アームズであるサー・ウィリアム・セガーの曽孫にあたるサイモン・セガーが著したとされる）を入手し、これを更新して出版しようとしたが、紋章院の紋章官も敵愾心から貴族家系図を作成しようとした。しかし紋章院は家系図の作成に失敗、一方エドマンドソンは第6代準男爵サー・ジョセフ・エイロフの助けを借りて1764年に更新を終え、Baronagium Genealogicum, or the Pedigrees of the English Peers, deduced from the earliest times（5巻、ロンドン）として出版した。5巻まとめて25ギニーという値段で売られており、発行以降に創設された貴族を増補した第6巻が後に出版された。『英国人名事典』はエドマンドソンの貴族家系図を「無限の労力の成果だが、その中の情報はあまり頼りにならない」（a work of infinite labour, but the information given is not much to be depended upon）と評している。
貴族家系図の出版を受けて、多くの貴族から家系図の作成と更新を依頼されるようになり、1764年1月21日には副軍務伯の第12代サフォーク伯爵ヘンリー・ハワードの支持を受けてモウブレー・ヘラルド・オブ・アームズ・エクストラオーディナリー（紋章院における非常設の紋章官1つ）に任命された。
紋章官就任以降も紋章学に関する著作の発表を続け、1780年には紋章5万点を包括的に記述した『紋章学全書』（A Complete Body of Heraldry、ロンドン、2巻）を出版した。『オックスフォード英国人名事典』によると、エドマンドソンは執筆にあたりジョン・アンスティスの『紋章官』（Officers of arms）という未出版の手稿を購入して、それを参考したが、『紋章学全書』ではアンスティスの手稿を参考したことを明記しなかったという。また、1764年の貴族家系図と同じく、エドマンドソンは『紋章学全書』でもエイロフの助けを借りた。
1786年2月17日にゴールデン・スクエアのウォリック・ストリート（Warwick Street）にある自宅で死去、ピカデリーのセント・ジェームズ教会の墓地に埋葬された。生前に豪奢な生活を過ごしたため、息子に財産をほとんど残せなかった。死後、蔵書が1788年に競売にかけられ、紋章院が書物32冊と手稿17点を購入した。大英図書館はエドマンドソンの蔵書カタログを所有している。

## 著作
- Baronagium Genealogicum, or the Pedigrees of the English Peers, deduced from the earliest times（1764年、5巻、ロンドン。後に増補として第6巻を出版[1]）
- 『席次表』（Tables of Precedency、1764年[2]）
- 『グレヴィル家族史』（An Historical and Genealogical Account of the noble Family of Greville、1766年、ロンドン、八折り判[1]） - 初代ウォリック伯爵フランシス・グレヴィルに献呈[2]
- 『グレートブリテン貴族およびアイルランド貴族の手引き』（A Companion to the Peerage of Great Britain and Ireland、1776年、ロンドン、八折り判[1]）
- 『紋章学全書』（A Complete Body of Heraldry、1780年、ロンドン、2巻[1]）
- The present Peerages … the plates of arms revised by Joseph Edmondson（1785年、ロンドン、八折り判[1]）

ほかにもAlphabet of Arms with the Arms in trick、Proposal for the institution of an Order of Merit, with drawings、Papers relating to the institution of the Order of St. Patrick, 1783、Pedigrees of Families of Great Britain, 1784–6といった手稿を残している。

## 家族
『オックスフォード英国人名事典』では妻の名前を不確実ながらも「エリザベス」（Elizabeth、おそらく1781年までに没）とした。2人は2男2女をもうけた。
- フィリップ（1756年? – ?） - 父と同じく馬車塗装工を務めた[2]
- ジョン[2]
- 娘2人 - 2人ともに結婚した[2]